# Le Roucas-Blanc
Pour les articles homonymes, voir Roucas.
Le Roucas-Blanc [lə ʁukas blɑ̃] est l'un des quartiers du 7e arrondissement de Marseille. 

## Toponymie
En provençal Lou roucas blanc [lu ʀukˈas blaⁿ] « Le Rocher Blanc ».

## Situation géographique
Village élevé et quartier résidentiel, le Roucas-Blanc se situe au centre-ville, entre Notre-Dame de la Garde et le Prado. 
Le long chemin du Roucas-Blanc s'étend d'Endoume jusqu'à la Corniche, de nombreuses habitations se trouvant sur ses extrémités. Il est caractérisé par un habitat très bourgeois, constitué des anciennes « maisons d'été » des riches familles industrielles marseillaises. De nombreuses montées d'escaliers permettent d'atteindre différents points de vue d'où l'on peut voir Notre-Dame de la Garde et sa colline, la Corniche et les îles (château d'If, Îles du Frioul).

## Marina olympique
Durant l'été 2024, le stade nautique du Roucas-Blanc accueille les compétitions de voile, dans le cadre des Jeux olympiques d'été de Paris. Une tribune provisoire de 5 000 places sera aménagée sur la Corniche à l'ouest du stade entre l'hôtel Palm Beach et le monument aux Rapatriés. La base nautique devrait elle-même accueillir 600 bateaux de courses. Ces aménagements concerneront le parc balnéaire du Prado situé au sud du stade. Le village olympique devrait être construit près du parc Chanot, à proximité immédiate du stade Vélodrome.

## Personnalités liées au quartier
L'humoriste Jean Avril, dit Jean Roucas, est originaire du quartier et a choisi son nom d'artiste en référence à ce quartier[réf. nécessaire].
La sénatrice Samia Ghali a son domicile dans ce quartier, tout comme l'ancien footballeur Éric Di Meco.